# Descompunerea cadavrelor
Descompunerea este procesul prin care organele și moleculele complexe ale corpului animalelor și oamenilor se transformă în materie organică simplă de-a lungul timpului. La vertebrate, se recunosc de obicei cinci etape ale descompunerii: proaspăt (autoliză), balonare, descompunere activă, descompunere avansată și uscat/scheletizat. Cunoașterea diferitelor etape ale descompunerii poate ajuta investigatorii să determine intervalului post-mortem (PMI). Rata de descompunere a rămășițelor umane poate varia din cauza factorilor de mediu și a altor condiții. Factorii de mediu includ temperatura, umiditatea și disponibilitatea oxigenului, în timp ce alți factori pot include dimensiunea corpului, îmbrăcămintea și cauza morții.

## Etape și caracteristici
Cele cinci etape ale descompunerii — proaspăt, balonat, descompunere activă, descompunere avansată și uscat/scheletizat — au caracteristici specifice care sunt folosite pentru a identifica în ce etapă se află rămășițele. Aceste etape sunt adesea ilustrate prin studii experimentale pe cadavre de animale, cum ar fi porcul.

### Proaspăt

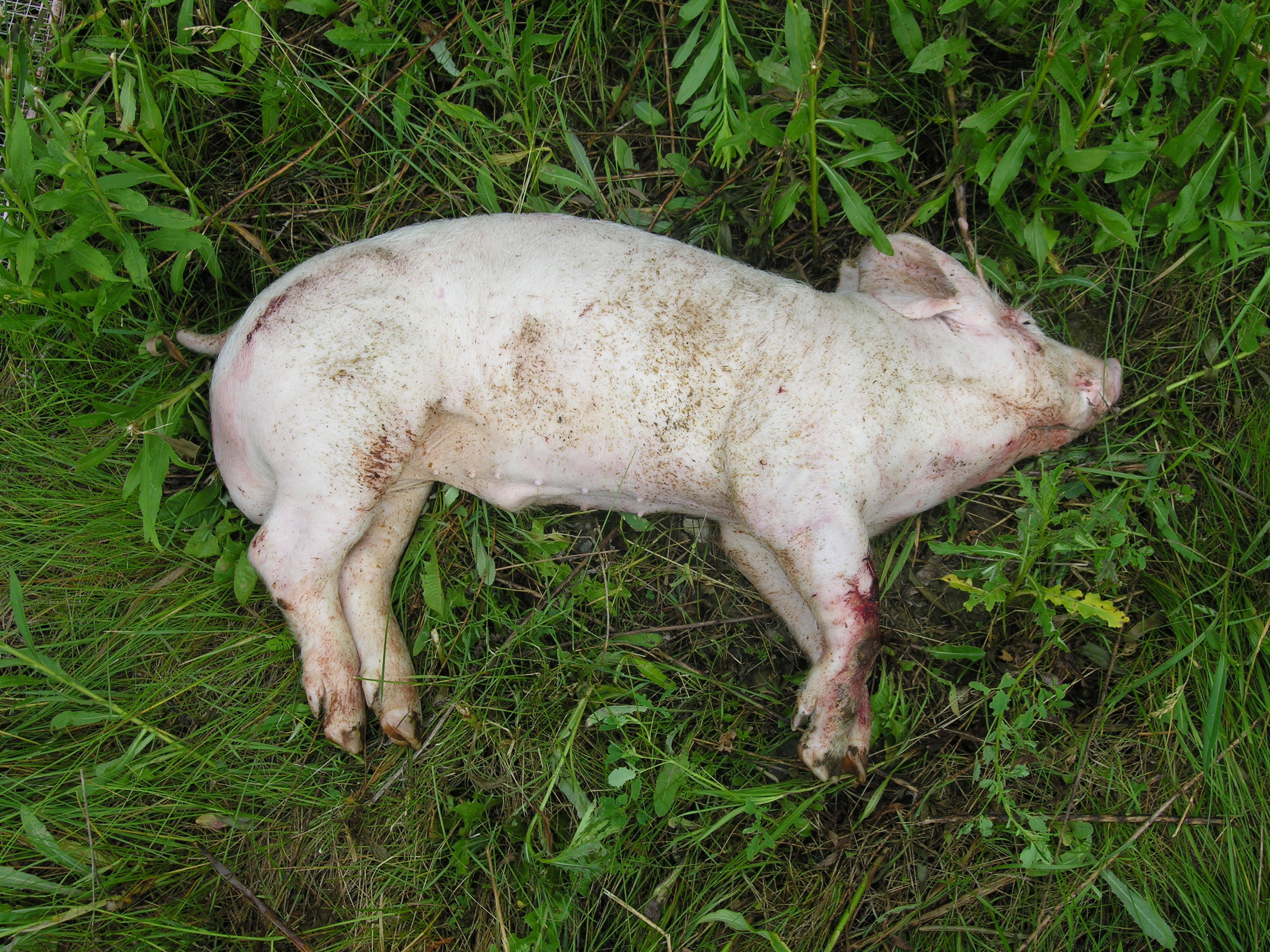
Un cadavru de porc proaspăt

În această etapă, rămășițele sunt de obicei intacte și libere de insecte. Cadavrul progresează prin Algor mortis⁠(d) (reducerea temperaturii corpului până la atingerea temperaturii ambientale), rigor mortis (rigidizarea temporară a membrelor din cauza schimbărilor chimice din mușchi) și Livor mortis⁠(d) (sângele se acumulează pe partea corpului care este cea mai aproape de sol).

### Balonare

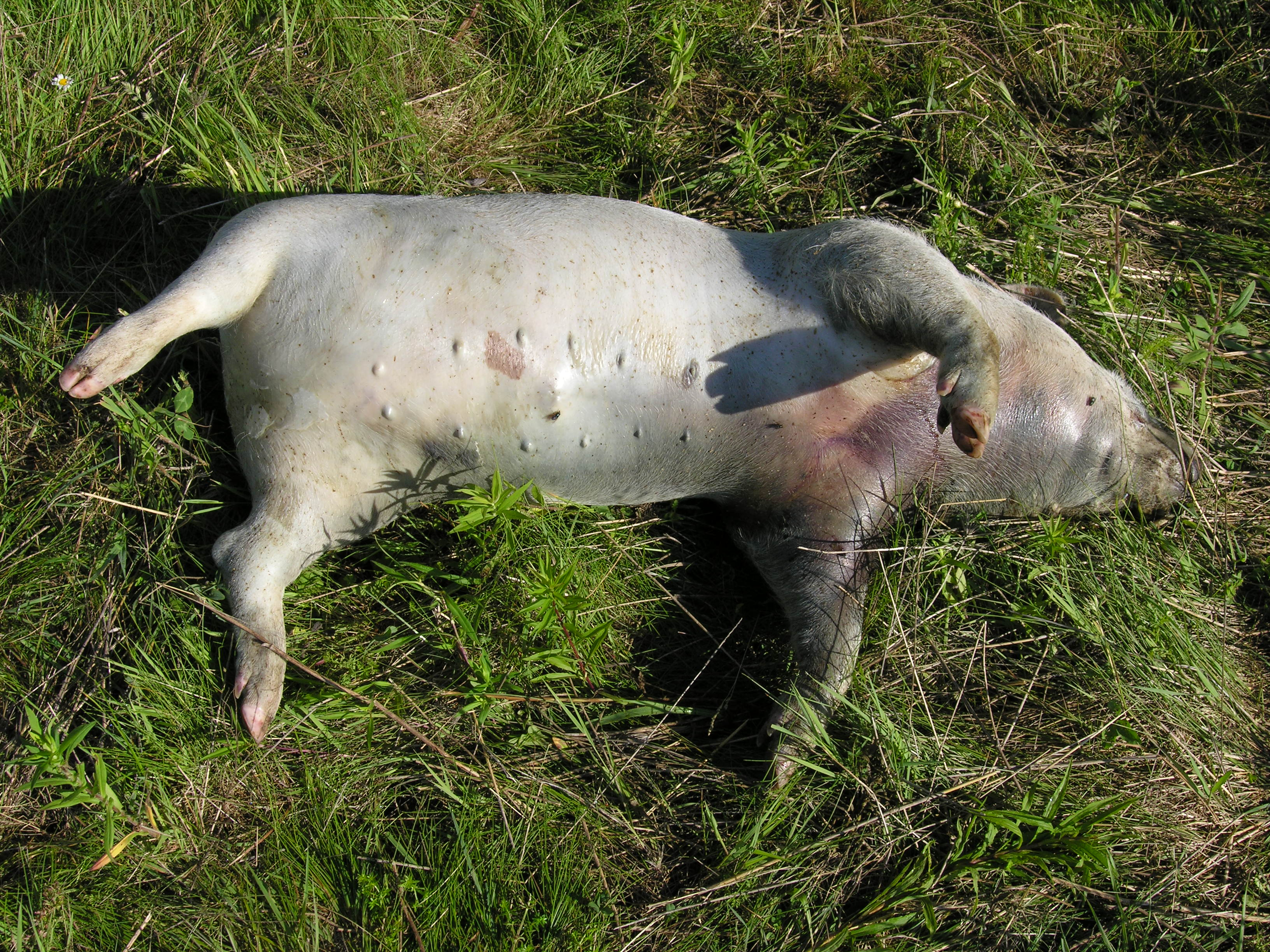
Un cadavru de porc balonat/umflat

În această etapă, microorganismele care se află în sistemul digestiv încep să descompună țesuturile corpului, eliberând gaze care provoacă umflarea toracelui și a membrelor, și produc substanțe chimice cu miros neplăcut, cum ar fi putresceina și cadaverina. Celulele din țesuturi se descompun și eliberează enzime hidrolitice, iar stratul superior al pielii poate deveni slăbit, conducând la desprinderea pielii.:153–162 Descompunerea tractului gastrointestinal duce la formarea unui lichid întunecat, cu un miros neplăcut, numit „lichid de purgare”, care este forțat să iasă din nas și gură din cauza presiunii gazelor intestinale.:155 Etapa de balonare este caracterizată printr-o schimbare în populația bacteriană de la specii aerobe la specii anaerobe.

### Descompunere activă

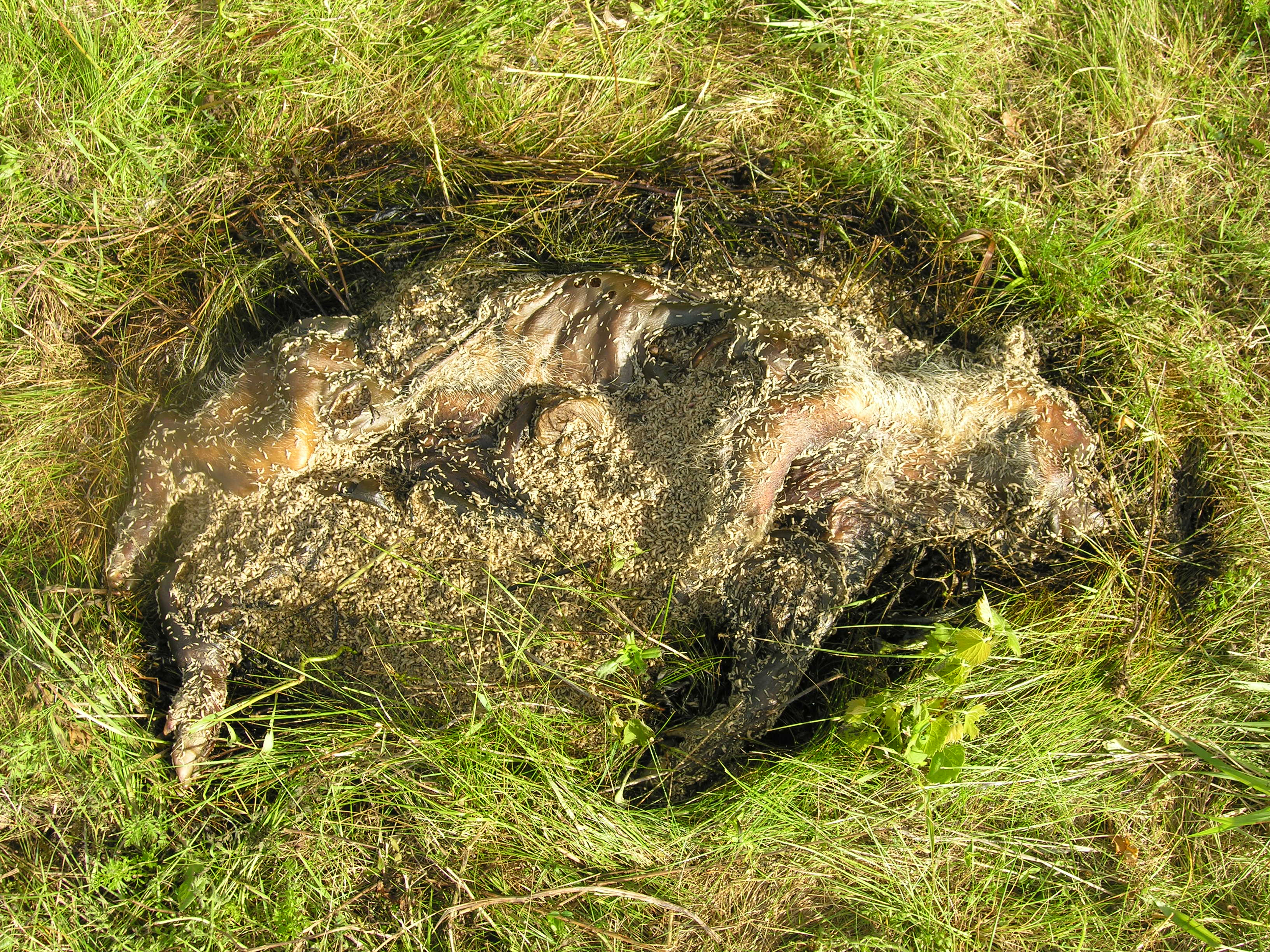
Un cadavru de porc în descompunere activă

În această etapă, țesuturile încep să se lichefieze, iar pielea se va întuneca. Muștele de carne vizează cadavrele în proces de descompunere, folosind receptori specializați pentru miros, și își depun ouăle în orificii și răni deschise. Dimensiunea și stadiul de dezvoltare al larvelor pot fi folosite pentru a oferi o măsură a timpului minim de la deces.:251–252 Activitatea insectelor se desfășoară în serii de valuri, iar identificarea insectelor prezente poate oferi informații suplimentare despre intervalul post-mortem. Adipoceara⁠(d), sau ceara cadavrului, poate fi formată, inhibând o altă descompunere.:16–18

### Descompunere avansată

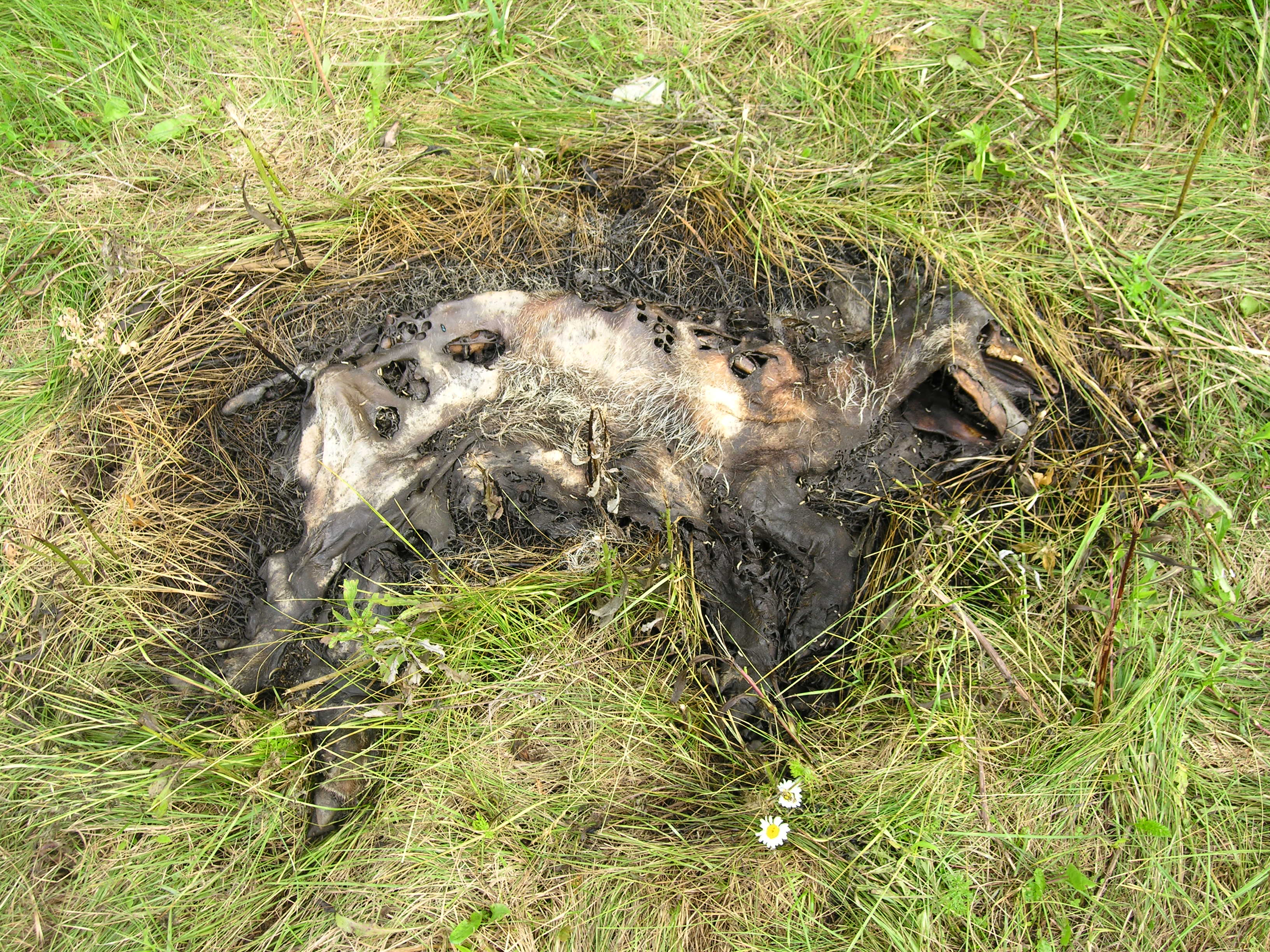
Un cadavru de porc în stadiul de descompunere avansată

În această etapă, majoritatea rămășițelor s-au decolorat și adesea s-au înnegrit. Putrefacția, în care țesuturile și celulele se descompun și se lichefiază, este aproape completă. Un corp uman în descompunere în pământ va elibera, în cele din urmă, aproximativ 32 g de azot, 10 g de fosfor, 4 g de potasiu și 1 g de magneziu pentru fiecare kilogram de masă corporală uscată, provocând schimbări în chimia solului din jur care pot persista timp de ani.

### Rămășițe uscate/scheletizate

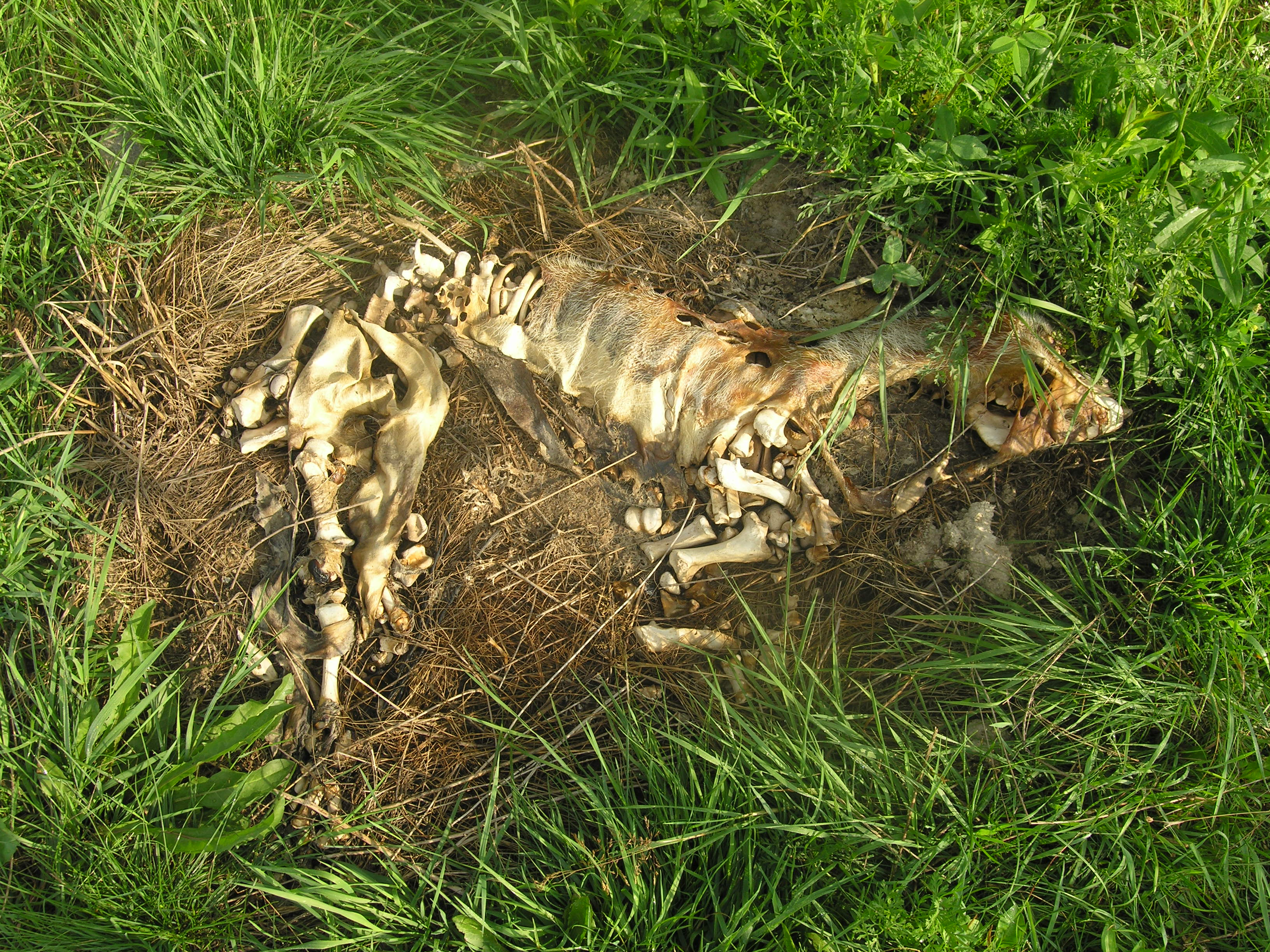
Rămășițele uscate și scheletizate ale unui cadavru de porc

Odată ce balonarea a încetat, țesutul moale al rămășițelor se prăbușește de obicei. La sfârșitul descompunerii active, rămășițele sunt adesea uscate și încep să se scheletizeze.

## Factori de mediu

### Temperatura
Clima și temperatura în care un cadavru se descompune pot avea un efect semnificativ asupra ratei de descompunere; temperaturile mai ridicate accelerează reacțiile fiziologice din corp după moarte și grăbesc rata de descompunere, iar temperaturile mai scăzute pot încetini această rată. În condiții de vară, corpul poate să se descompună până la oase în nouă zile. Climele calde pot face ca amprentele digitale să nu poată fi obținute după patru zile, iar în climele sau anotimpurile mai reci, ele pot rămâne timp de până la cincizeci de zile după moarte.

### Umiditate
Cantitatea de umiditate din mediul în care un cadavru se descompune are, de asemenea, un efect asupra ratei de descompunere. Mediile umede accelerează descompunerea și influențează formarea adipocearei⁠(d). În contrast, mediile mai aride se vor usca mai repede și se descompun în general mai lent.

### Disponibilitatea oxigenului
Mediul anaerob sau aerobic influențează, de asemenea, rata de descompunere. Cu cât există mai mult oxigen disponibil, cu atât descompunerea va avea loc mai rapid, deoarece microorganismele necesare pentru descompunere au nevoie de oxigen pentru a supraviețui. Nivelurile mai scăzute de oxigen vor avea efectul opus.

### Înmormântare
Înmormântarea întârzie rata de descompunere, parțial pentru că chiar și câțiva centimetri de sol care acoperă cadavrul împiedică muștele de carne să își depună ouăle pe acesta. Adâncimea îngropării influențează rata de descompunere, descurajând descompunătorii, cum ar fi necrofagele și insectele. Acest lucru reduce, de asemenea, oxigenul disponibil și limitează activitatea microorganismelor, esențiale în procesul de descompunere. pH-ul solului este, de asemenea, un factor important, deoarece influențează tipurile de descompunători care pot acționa asupra rămășițelor. Umiditatea din sol poate încetini descompunerea, facilitând metabolismul anaerob.

### Medii umede
Scufundarea în apă încetinește, de obicei, descompunerea. Rata de pierdere a căldurii este mai mare în apă, iar progresia prin Algor mortis⁠(d) este, prin urmare, mai rapidă. Temperaturile reci încetinesc creșterea bacteriană. Odată ce balonarea începe, corpul va pluti de obicei la suprafață, devenind expus muștelor. Necrofagele din apă, care variază în funcție de locație, contribuie, de asemenea, la descompunere. Factorii care afectează descompunerea includ adâncimea apei, temperatura, mareele, curenții, anotimpurile, oxigenul dizolvat, geologia, aciditatea, salinitatea, sedimentația și activitatea insectelor și necrofagelor. Rămășițele umane găsite în medii acvatice sunt adesea incomplete și prost conservate, ceea ce îngreunează investigarea circumstanțelor morții.
Dacă o persoană s-a înecat, corpul va adopta adesea o poziție numită „poziția de înec”, în care partea din față este cu fața în jos în apă, cu extremitățile întinse către fund. Spatele este de obicei ușor arcuit. Această poziție este importantă, deoarece, în apă puțin adâncă, extremitățile pot atinge fundul, provocând leziuni. După moarte, când un corp este scufundat în apă, are loc un proces numit saponificare, în care se formează adipoceara. Adipoceara este o substanță asemănătoare cerii, care acoperă corpurile prin hidroliza trigliceridelor din țesutul adipos. Acest proces se întâmplă în principal în medii de scufundare, îngropare sau zone bogate în carbon, dar a fost observat și în medii marine.

## Alți factori

### Dimensiunea corpului
Dimensiunea corpului este un factor important care influențează rata de descompunere. O masă corporală mai mare și un procent mai ridicat de grăsime se vor descompune mai repede, deoarece grăsimile se lichefiază, contribuind astfel la procesul de descompunere. Persoanele cu un procent de grăsime mai scăzut, cum ar fi adulții mai mici și copiii, se descompun mai lent.

### Îmbrăcăminte
Îmbrăcămintea și alte tipuri de acoperiri afectează rata de descompunere prin limitarea expunerii corpului la factori externi, cum ar fi intemperiile și solul. Aceasta poate încetini descompunerea prin întârzierea hrănirii animalelor necrofage. Totuși, activitatea insectelor poate crește, deoarece învelirea va reține mai multă căldură și va proteja de soare, oferind un mediu ideal pentru creșterea larvelor și facilitând degradarea organică.

### Cauza morții
Cauza morții poate influența, de asemenea, rata de descompunere, accelerând-o în special în cazul rănilor fatale, cum ar fi tăieturile sau lacerările. Aceste leziuni atrag insectele, care depun ouă, ceea ce poate duce la o creștere a ratei de descompunere.

## Analiza experimentală a descompunerii la fermele de cadavre
Fermele de cadavre sunt folosite pentru a studia descompunerea corpului uman și pentru a obține informații despre modul în care factorii de mediu și cei endogeni afectează progresia prin etapele descompunerii. În timpul verii, temperaturile ridicate pot accelera etapele de descompunere; căldura încurajează descompunerea materialului organic, iar bacteriile cresc mai repede într-un mediu cald, accelerând digestia bacteriană a țesuturilor. Totuși, mumificarea naturală, normal considerată o consecință a condițiilor aride⁠(d), poate apărea dacă rămășițele sunt expuse la soare intens. În timpul iernii, nu toate corpurile trec prin etapa de balonare, iar creșterea bacteriană este mult redusă la temperaturi sub 4 °C. Fermele de cadavre sunt, de asemenea, utilizate pentru a studia interacțiunile insectelor cu corpurile în descompunere.